# Менгир

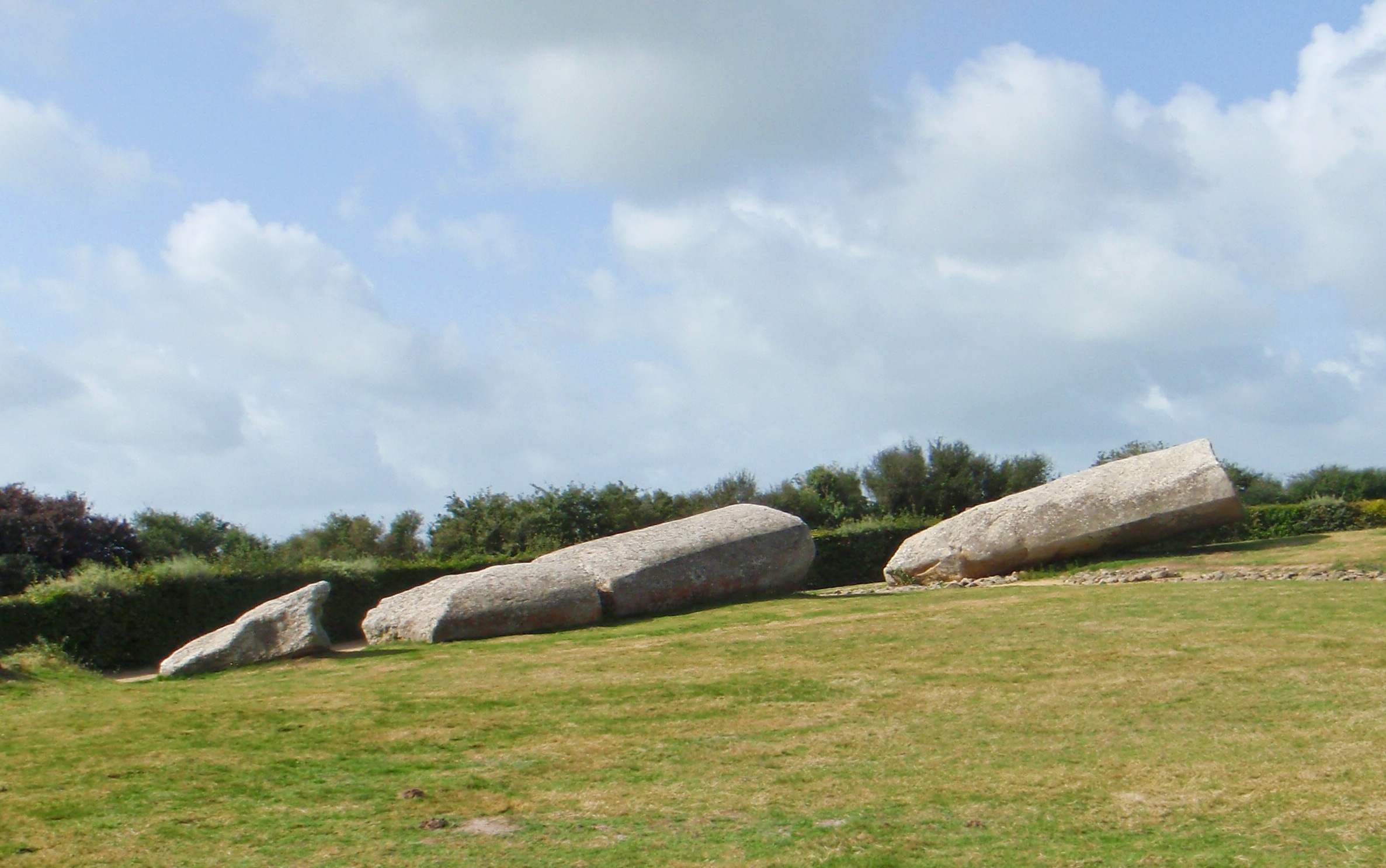
Большой сломанный менгир, провинция Бретань, Франция. Имел некогда высоту около 20 метров

Менги́р, мейнхи́р (брет. maen-hir от maen «камень» + hir «длинный») — простейший мегалит в виде установленного человеком грубо обработанного камня или каменной глыбы, у которых вертикальные размеры заметно превышают горизонтальные.

## Описание
Менгиры устанавливались как одиночно, так и группами: овальными и прямоугольными «оградами» (кромлехи), полуовалами, линиями, в том числе многокилометровыми, и аллеями.
Размеры менгиров значительно варьируются, они достигают в высоту 4-5 метров и более (крупнейший имеет высоту 20 метров и вес 300 тонн). Форма, как правило, неровная, часто сужающаяся к верху, иногда близкая к прямоугольной.
На наиболее простых и древних объектах нет никаких рисунков, однако со временем на менгирах начинают появляться резные орнаменты, барельефы, а также изображения предметов, условно (так как доподлинно они не идентифицированы) называемых каменными топорами, плугами, пастушьими посохами и ярмами. Некоторые обломки менгиров использовались для постройки погребальных камер, причём были покрыты новыми рисунками поверх старых. Намеренно ли разбивали менгиры для строительства новых сооружений или пользовались ими как подручным материалом, неизвестно.

## История и назначение
Менгиры — фактически первые достоверно рукотворные сооружения, дошедшие до наших дней. До XIX века археологи не имели достаточных данных об их происхождении. Развитие методов радиоуглеродного анализа и дендрохронологии позволило точнее установить их возраст: в основном менгиры относятся к культурам неолита, медного и бронзового веков.

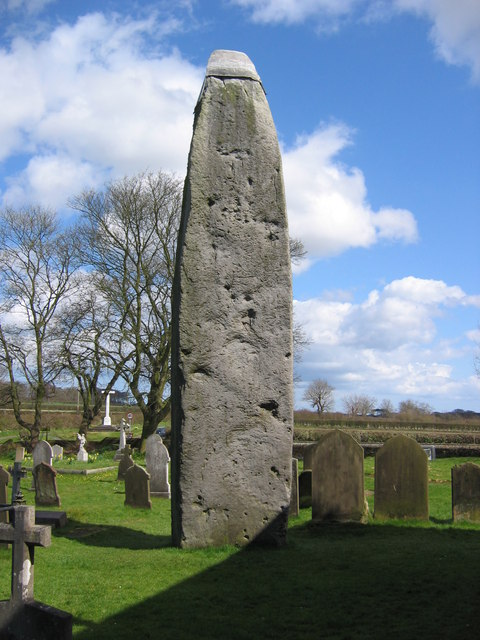
Радстонский монолит, самый высокий менгир в Великобритании, вес около 40 тонн

Назначение менгиров в течение многих веков оставалось загадкой, поскольку практически ничего неизвестно ни об общественной организации, ни о религиозных верованиях, ни о языке их строителей, хотя известно, что они погребали своих мёртвых, занимались сельским хозяйством, изготавливали глиняную утварь, каменные орудия и ювелирные украшения. Существовали мнения о том, что друиды использовали менгиры в человеческих жертвоприношениях либо в качестве межевых столбов или элементов сложной идеологической системы.
Менгиры могли использоваться для самых различных целей, которые на сегодняшний момент неизвестны и, возможно, уже не будут определены. Среди вероятных назначений культовые (ритуальное ограждение иных сооружений, символика центра, определение границ владений, элементы ритуалов перехода или плодородия, фаллическая символика), мемориальные, солярно-астрономические (визиры и системы визиров), межевые, как части древних оборонительных сооружений.
До недавнего времени менгиры относили к культуре колоколовидных кубков, носители которой обитали в Европе в позднем неолите — раннем бронзовом веке. Однако последние исследования бретонских мегалитов свидетельствуют о гораздо более древнем их происхождении. Возможно, строительство менгиров относится к четвёртому или пятому тысячелетию до нашей эры.
Несмотря на то, что традиция устанавливать камни вертикально является одной из древнейших, она же является одной из наиболее устойчивых. Человечество до сих пор ставит каменные стелы в честь каких-либо событий или намерений.

## География

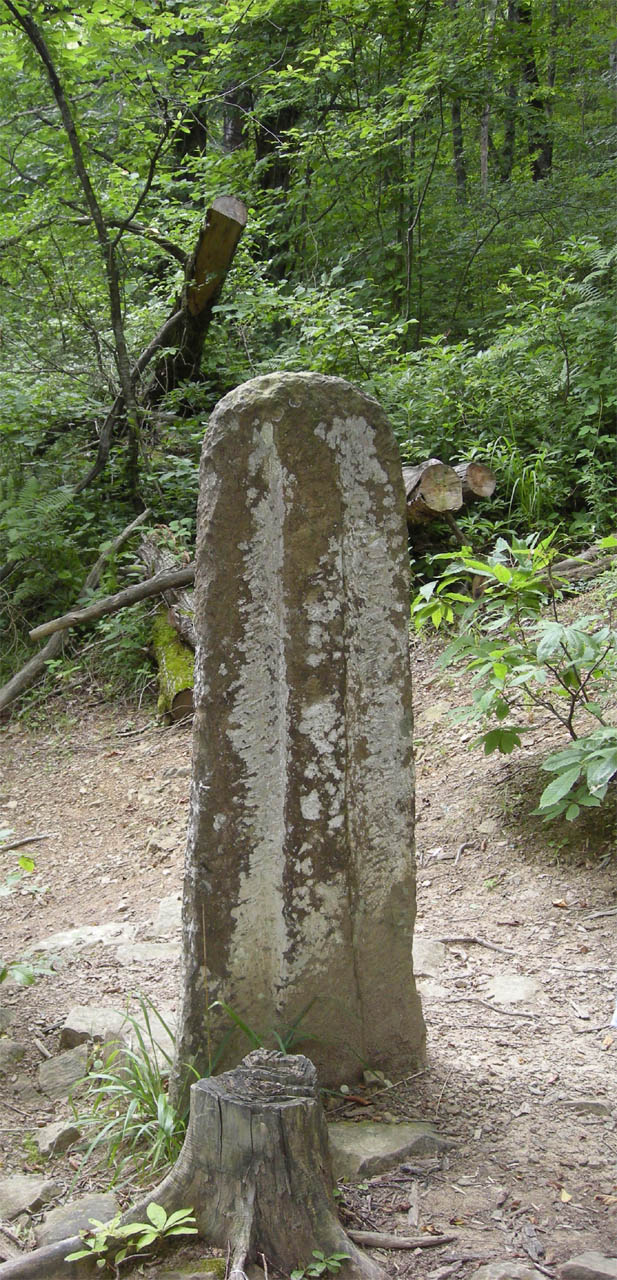
Менгир из долины реки Аше в Сочи, Западный Кавказ

Менгиры широко распространены в различных частях Европы, Африки и Азии, однако чаще всего встречаются в Западной Европе, особенно в Великобритании, Ирландии и французской провинции Бретань.
В северо-западной Франции найдено 1200 менгиров, относящихся к различным периодам древней истории.
На территории России менгиры (относящиеся к разным древним культурам) есть на юге, в частности на Кавказе, в Южном Зауралье, на Алтае, в Хакасии, в Саянах, Прибайкалье и Скельские менгиры в Байдарской долине, (с. Родниковское). В Хакасии и Туве отдельные менгиры часто сочетаются с курганами, «венчая» их, что характерно также для гигантского «кладбища менгиров» в Хакасии, где на площади в десяток квадратных километров менгиры установлены на вершинках небольших курганов. Согласно исследованиям экспедиций под руководством археолога профессора МГУ Кызласова количество менгиров составляет несколько тысяч, дополняя десятки тысяч отдельных каменных плит и валунов. Хакасское кладбище несомненно являлось священным местом для многих поколений населения Южной Сибири на протяжении ряда тысячелетий.
Менгиры есть в Крыму (например, Бахчисарайский менгир, который являлся частью древней обсерватории, состоящей из грота со сквозным отверстием, самого менгира и ныне разрушенной арки выветривания). На Украине известны «Межевые камни» в Кировоградской области (с. Нечаевка).